# مارتین هاینریش کلاپروت
مارتین هاینریش کلاپروت ((به آلمانی: Martin Heinrich Klaproth)؛ زاده ۱ دسامبر ۱۷۴۳ درگذشته ۱ ژانویهٔ ۱۸۱۷ (۷۳ سال)) شیمیدانِ آلمانی و کاشفِ اورانیوم و زیرکونیم بود.
کلاپروت یک سیستم‌ساز اصلی شیمی تحلیلی، و مخترع مستقل آنالیز وزنی بود. توجه او به جزئیات و امتناع از نادیده گرفتن اختلافات در نتایج منجر به بهبود در استفاده از دستگاه شد. او یکی از شخصیت‌های اصلی در درک ترکیب مواد معدنی و توصیف عناصر بود. کلاپروت اورانیوم (۱۷۸۹) و زیرکونیوم (۱۷۸۹) را کشف کرد. او همچنین در کشف یا کشف مشترک تیتانیوم (۱۷۹۲)، استرانسیم (۱۷۹۳)، سریم (۱۸۰۳) و کروم (۱۷۹۷) شرکت داشت و اکتشافات قبلی تلوریم (۱۷۹۸) و بریلیم (۱۷۹۸) را تأیید کرد.
کلاپروت عضو و مدیر آکادمی علوم برلین بود. او در سطح بین المللی به عنوان عضوی از انجمن سلطنتی لندن، انستیتو فرانسه، و آکادمی سلطنتی علوم سوئد شناخته شد.

## حرفه
کلاپروت در ورنیگرود متولد شد. او پسر یک خیاط بود و به مدت چهار سال در مدرسه لاتین در Wernigerode شرکت کرد.
او در بیشتر عمر خود حرفه داروسازی (عطاری) را دنبال کرد. در سال ۱۷۵۹، زمانی که 16 سال داشت، در کوئدلینبورگ شاگردی کرد. در سال 1764، او یک کارآموز شد. او در داروخانه ها در Quedlinburg (1759-1766) آموزش دید. هانوفر (1766-1768، با آگوست هرمان برنده)؛ برلین (1768); و دانزیگ (1770).
در سال 1771، کلاپروت به برلین بازگشت تا برای والنتین رز بزرگتر به عنوان مدیر تجارت خود کار کند. پس از مرگ رز، کلاپروت معاینات لازم را برای تبدیل شدن به مدیر ارشد گذراند. پس از ازدواجش در سال 1780، او توانست مؤسسه خود، Apotheke zum Baren را بخرد. بین سال های 1782 و 1800، کلاپروت ۸۴رمقاله بر اساس تحقیقات انجام شده در آزمایشگاه آپوتک منتشر کرد. مغازه او پربارترین سایت تحقیقات شیمی صنایع دستی در اروپا در آن زمان بود.
از سال 1782، او ارزیاب داروسازی برای هیئت معاینه Ober-Collegium Medicum بود. در سال 1787 کلاپروت به عنوان مدرس شیمی در توپخانه سلطنتی پروس منصوب شد.
در سال 1788، کلاپروت یکی از اعضای بدون حقوق آکادمی علوم برلین شد. در سال 1800، او مدیر حقوق بگیر آکادمی علوم برلین شد. او داروخانه را فروخت و به آکادمی رفت و در آنجا دانشگاه را متقاعد کرد که آزمایشگاه جدیدی بسازد. پس از تکمیل در سال 1802، کلاپروت تجهیزات را از آزمایشگاه داروخانه خود به ساختمان جدید منتقل کرد.[2] هنگامی که دانشگاه برلین در سال 1810 تاسیس شد، او به عنوان استاد شیمی انتخاب شد.
او در روز سال نو در سال ۱۸۱۷در برلین درگذشت.